# Rasputin (1932)
Rasputin ist ein deutscher Spielfilm aus dem Jahre 1932 von Adolf Trotz mit Conrad Veidt in der Titelrolle.

## Handlung
Der Mönch Grigorij Rasputin hat sich in dem sibirischen Dorf Pokrowskoje einen Ruf als Wunderheiler, aber auch als Frauenheld und -verführer erarbeitet, der weit über Sibiriens Grenzen hinausgeht. Selbst von Luscha, der Tochter des ortsansässigen Großbauern, konnte er seine Finger nicht lassen. Doch diese Verführung scheint eine zu viel. Luschas Vater beklagt sich beim Bischof Tobolsk über Rasputin, der daraufhin das sibirische Dorf besucht, um Ermittlungen gegen Rasputin aufzunehmen. Doch erscheinen Rasputins wundersame Heilungstaten stärker als seine ausufernde Libido – jedenfalls bildet sich rasch ein Pilgerzug zahlreicher von Rasputins heilenden Händen überzeugter Einwohner, sodass der Bischof beschließt, den abtrünnigen Mönch auf seine Reise ins ferne Sankt Petersburg mitzunehmen.
Am Zarenhof der russischen Hauptstadt hat man gleichfalls von Rasputins magischen Händen gehört. Als er den ständig kränkelnden Zarewitsch Alexej, liebevoll Aljoscha genannt, an seinem Bettchen aufsucht, ihn an seinen Händen hält und sanft mit ihm spricht („Tut nicht mehr weh … gesund bist du!“), ein Liedchen singt und schließlich mit ihm Händeabklatschen spielt, scheint der noch soeben moribund wirkende Junge auf einmal putzmunter. Die Zarenfamilie ist beeindruckt, vor allem aber Zarin Alexandra verfällt rasch der Fama, bei Rasputin handele es sich um einen wahren Magier des Heilens. Unter ihrem kaiserlichen Schutz kann der sibirische Mönch in Russlands Hauptstadt nun Schalten und Walten wie es ihm gefällt. Sein Wartezimmer ist mit „Hoffnungslosen“ gefüllt, die sich durch ihn Heilung versprechen. In jeder freien Minute verführt Rasputin die Frauen wie etwa die schöne Nina Iwanowa, und er lässt kaum ein Gelage aus. Sein Einfluss auf die Herrscherin wird von zahlreichen Vertretern der staatlichen Gewalt, allen voran von hohen Regierungsvertretern, mit größtem Argwohn beobachtet.
Vertreter hoher Offizierskreise beginnen eine Verschwörung gegen ihn anzuzetteln. Diesen schließt sich aus ganz persönlichen Gründen der junge Leutnant Suschkoff an, der auf einer im Laufe des Abends ausufernden Feier mit ansehen muss, wie seine Braut Musja ihn ohne mit der Wimper zu zucken stehen lässt, als Rasputin plötzlich erscheint. Nach nur einem Wimperschlag verfällt die junge Frau mit Haut und Haaren. Rasputin blickt ihr tief in die Augen und sagt ihr beim ersten Kennenlernen nur: „Du hast eine schöne Seele, Kind“. Dann folgt Musja ihm während Rasputin ihren Verlobten Suschkoff ganz en passant von der Seite mit den Worten „Und du hast schlechte Gedanken“ abfertigt. Ein erster Attentatsversuch Suschkoffs scheitert. Die Verschwörer beschließen, professioneller vorzugehen, müssen aber darauf achten, dass kein Sterbenswörtchen von dem Plan nach außen zur Zarin vordringt. Der Zar weiß nur zu gut, dass der erste Anschlag auf Rasputin von Regierungsbeamten gedeckt und gefördert worden ist. Er rät Rasputin, sich selbst aus der Schusslinie zu bringen und vorübergehend nach Pokrowskoje zurückzukehren.
Dort gerät Luscha augenblicklich wieder in Rasputins Bann. Es kommt zu einem ernsten Schlagabtausch zwischen dem Mönch und Luschas Vater, infolgedessen der Wunderheiler lange Zeit das Krankenbett hüten muss. Als im August 1914 der Erste Weltkrieg ausbricht, folgt Rasputin dem Ruf des Zaren und kehrt an den Hof zurück. Die sich bald für Russland dramatisch verschlechternde Kriegslage führt dazu, dass man dem Mönch daran die Schuld gibt. Rasputins Einfluss auf die Zarenfamilie hat nun ihren Höhepunkt erreicht, und im Dezember 1916 beschließt eine Gruppe von Offizieren, angeführt von Fürst Jussupow, einem engen Vertrauten sowohl der Zarenfamilie als auch Rasputins, den Mönch zu töten. Jussupow vergiftet den Wein, den er Rasputin reicht. Dieser trinkt ihn, und Jussupow spielt und singt dazu melancholische, altrussische Weisen. Doch das Gift scheint dem Mönch nichts auszumachen, er genießt weiterhin Jussupows Gesang. Auch als dieser Wein nachschüttet, verfehlt das Gift weiterhin seine Wirkung. Dann schießt der Fürst auf Rasputin, doch dieser fällt nicht um. Der Mönch läuft ins Freie, wo zwei weitere Mörder, darunter der antisemitische Duma-Abgeordnete Purischkewitsch, auf ihn warten. Am schmiedeeisernen, verschlossenen Gartentor ist für den taumelnden Rasputin Endstation. Hier wird er von Purischkewitsch mit weiteren Schüssen endgültig niedergestreckt.

## Produktionsnotizen, Hintergründe, Wissenswertes
Rasputin, auch geführt unter dem Titel Rasputin, der Dämon der Frauen, war der erste Tonfilm, der sich dem russischen Mönch und Wunderheiler thematisch annahm. Die Außenaufnahmen fanden im Dezember 1931 statt, die Atelieraufnahmen begannen am 20. Januar 1932. Noch am selben Tag, an dem Rasputin die Zensur passierte, wurde der Film in Berlin (Capitol) uraufgeführt (19. Februar 1932). Nach dem Krieg wurde der Film am 16. Dezember 1986 im zweiten Programm des DDR-Fernsehens erstmals gezeigt. Zuvor hatten ebenfalls nur die Deutschen einen Rasputin-Film („Rasputins Liebesabenteuer“), einen Stummfilm von und mit Exilrussen, hergestellt.
Die Filmbauten wurden von Gustav A. Knauer und Walter Reimann entworfen bzw. ausgeführt. Die Kostüme stammen von Leopold Verch. Alfred Norkus sorgte für den Ton. Leo de Laforgue war einer von zwei Regieassistenten.
Für die gebürtige Russin Alexandra Sorina war der Part einer Hofdame die einzige Tonfilmrolle. Für Elza Temáry bedeutete die schöne Nina Iwanowa die letzte Rolle in einem abendfüllenden Spielfilm. Der ehemalige Stuart-Webbs-Stummfilmdetektiv Ernst Reicher spielte in dem Film seine letzte (mittlerweile sehr klein gewordene) Rolle in einer deutschen Produktion.
Unmittelbar nach Ende der Dreharbeiten begann auch Hollywood einen Rasputin-Stoff zu produzieren: Rasputin: Der Dämon Rußlands.
Wie später bei Rasputin: Der Dämon Rußlands kam es auch bei Rasputin zu einer Klage durch ein Mitglied der Familie des Rasputin-Mörders Fürst Jussupoff. Der Fürst höchstselbst ließ die Produktionsfirma und das Uraufführungstheater durch einen Rechtsanwalt auffordern, „eine ihm angetan Beleidigung gutzumachen, weil er sich durch die Darstellung seiner Person im Film beleidigt fühlte. Als Verhandlungsgrundlage nannte er einen Betrag von fünfzigtausend Reichsmark.“

## Kritiken
In der Österreichischen Film-Zeitung war in der Ausgabe vom 27. Februar 1932 zu lesen: "Die Rolle des russischen Wundermönches wird von Conrad Veidt dargestellt. Wie keinem Zweiten sonst gelingen könnte, versteht er die innere Besessenheit dieses Menschen, die Macht seiner Persönlichkeit und die Anziehung, die von ihm ausgeht, glaubhaft zu machen. Um ihn ist eine Fülle guter Schauspieler gruppiert"
Das Lexikon des internationalen Films schreibt: „Ein frühes filmisches Porträt des russischen Kraft- und Machtmenschen. Das anspruchslose Drehbuch präsentiert Rasputin vor allem als Frauenverführer. Allenfalls noch von filmgeschichtlichem Interesse: Die Titelrolle spielt Conrad Veidt, der bald darauf nach England emigrierte; vergeblich bemüht er sich um eine ‘dämonische‘ Darstellung. Auch Karl Ludwig Diehl als Jussupoff wirkt wenig glaubwürdig.“